# China nos Jogos Olímpicos de Verão de 2008

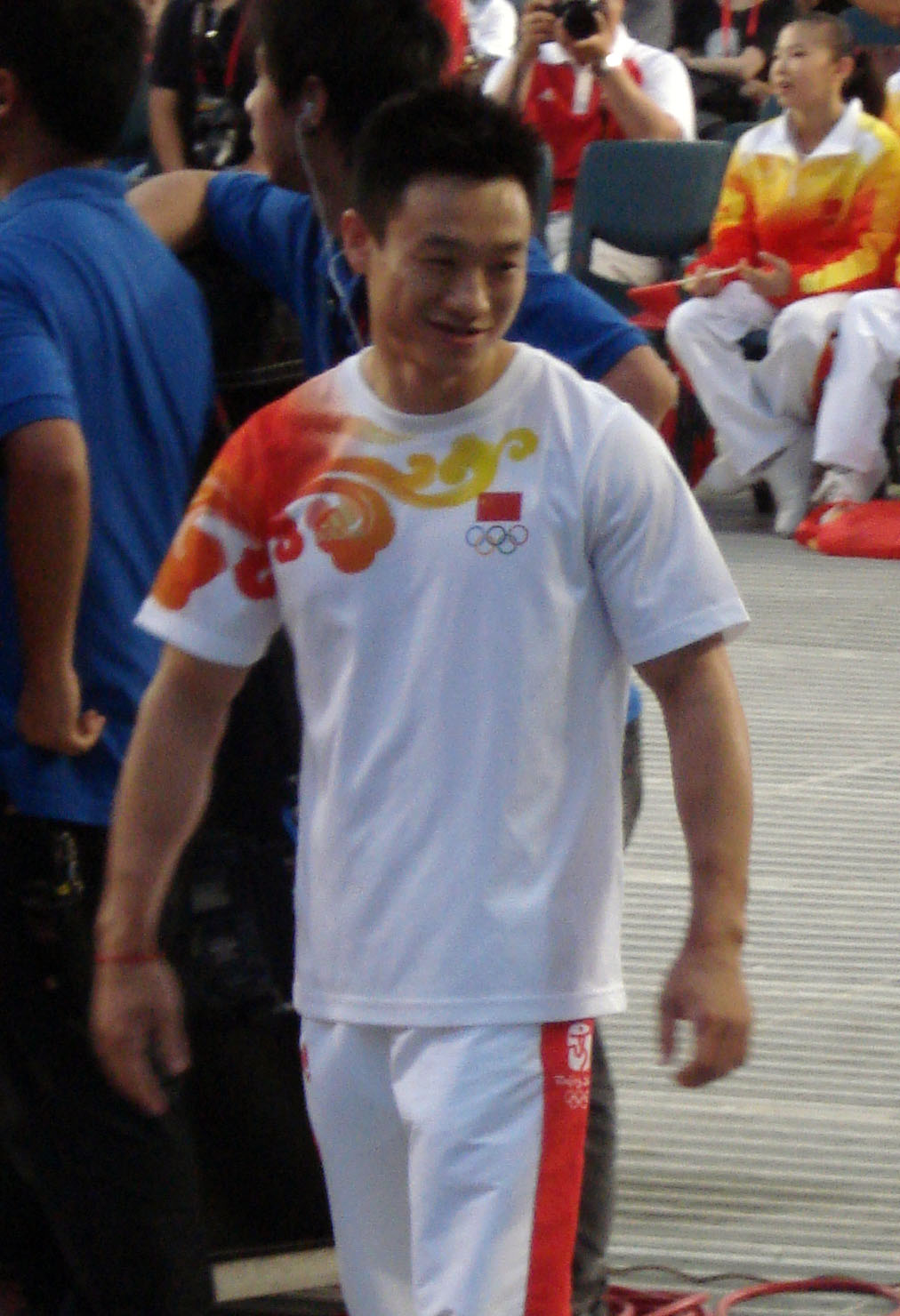
Yang Wei conquistou duas medalhas de ouro e uma de prata na ginástica artística.

A China foi o país sede dos Jogos Olímpicos de Verão de 2008, em Pequim. O país estreou nos Jogos Olímpicos de Verão em 1984 e esta foi sua sétima participação.
O país é representado pelo Comitê Olímpico Chinês (COC) e os atletas selecionados formam a chamada de Equipe China.
Como país anfitrião, a China ganhou vaga automática para todas as competições, embora os atletas tivesse que obter sua classificação de acordo com o estabelecido pelo comitê olímpico do país. Atletas de todas as províncias e regiões foram qualificados para competirem nos 302 eventos dos 28 esportes olímpicos. Esta foi a primeira vez que a China participou de todos os esportes em uma edição de Jogos Olímpicos.

## Medalhas
| Cheng Hui Ma Yibo Chen Qiuqi Pan Fengzhen Chen Zhaoxia Ren Ye Fu Baorong Song Qungling | Gao Lihua Tang Chunling Huang Junxia Zhao Yudiao Li Hongxia Zhang Yimeng Li Shuang Zhou Wanfeng |

| Gu Beibei Huang Xuechen Jiang Tingting Jiang Wenwen Liu Ou | Luo Qian Sun Qiuting Wang Na Zhang Xiaohuan |

| Wang Yimei Feng Kun Yang Hao Liu Yanan Wei Qiuyue Xu Yunli | Zhou Suhong Zhao Ruirui Xue Ming Li Juan Zhang Na Ma Yunwen |

| Cheng Hui Ma Yibo Chen Qiuqi Pan Fengzhen Chen Zhaoxia Ren Ye Fu Baorong Song Qungling | Gao Lihua Tang Chunling Huang Junxia Zhao Yudiao Li Hongxia Zhang Yimeng Li Shuang Zhou Wanfeng |

| Gu Beibei Huang Xuechen Jiang Tingting Jiang Wenwen Liu Ou | Luo Qian Sun Qiuting Wang Na Zhang Xiaohuan |

| Wang Yimei Feng Kun Yang Hao Liu Yanan Wei Qiuyue Xu Yunli | Zhou Suhong Zhao Ruirui Xue Ming Li Juan Zhang Na Ma Yunwen |

| Medalhas por esporte | Medalhas por esporte | Medalhas por esporte | Medalhas por esporte | Medalhas por esporte |
| -------------------- | -------------------- | -------------------- | -------------------- | -------------------- |
| Esporte              |                      |                      |                      | Total                |
| Ginástica            | 11                   | 2                    | 5                    | 18                   |
| Halterofilismo       | 8                    | 1                    | 0                    | 9                    |
| Saltos ornamentais   | 7                    | 1                    | 3                    | 11                   |
| Tiro                 | 5                    | 2                    | 1                    | 8                    |
| Tênis de mesa        | 4                    | 2                    | 2                    | 8                    |
| Badminton            | 3                    | 2                    | 3                    | 8                    |
| Judô                 | 3                    | 0                    | 1                    | 4                    |
| Boxe                 | 2                    | 1                    | 1                    | 4                    |
| Natação              | 1                    | 3                    | 2                    | 6                    |
| Lutas                | 1                    | 2                    | 0                    | 3                    |
| Tiro com arco        | 1                    | 1                    | 1                    | 3                    |
| Remo                 | 1                    | 1                    | 0                    | 2                    |
| Esgrima              | 1                    | 1                    | 0                    | 2                    |
| Taekwondo            | 1                    | 0                    | 1                    | 2                    |
| Vela                 | 1                    | 0                    | 1                    | 2                    |
| Canoagem             | 1                    | 0                    | 0                    | 1                    |
| Voleibol             | 0                    | 1                    | 2                    | 3                    |
| Hóquei               | 0                    | 1                    | 0                    | 1                    |
| Atletismo            | 0                    | 0                    | 2                    | 2                    |
| Ciclismo             | 0                    | 0                    | 1                    | 1                    |
| Tênis                | 0                    | 0                    | 1                    | 1                    |
| Nado sincronizado    | 0                    | 0                    | 1                    | 1                    |
| Total                | 51                   | 21                   | 28                   | 100                  |

| Multimedalhistas | Multimedalhistas   | Multimedalhistas | Multimedalhistas | Multimedalhistas | Multimedalhistas |
| ---------------- | ------------------ | ---------------- | ---------------- | ---------------- | ---------------- |
| Atleta           | Esporte            |                  |                  |                  | Total            |
| Zou Kai          | Ginástica          | 3                | 0                | 0                | 3                |
| Yang Wei         | Ginástica          | 2                | 1                | 0                | 3                |
| He Kexin         | Ginástica          | 2                | 0                | 0                | 2                |
| Chen Yibing      | Ginástica          | 2                | 0                | 0                | 2                |
| Li Xiaopeng      | Ginástica          | 2                | 0                | 0                | 2                |
| Xiao Qin         | Ginástica          | 2                | 0                | 0                | 2                |
| Guo Jingjing     | Saltos ornamentais | 2                | 0                | 0                | 2                |
| Chen Ruolin      | Saltos ornamentais | 2                | 0                | 0                | 2                |
| Zhang Yining     | Tênis de mesa      | 2                | 0                | 0                | 2                |
| Ma Lin           | Tênis de mesa      | 2                | 0                | 0                | 2                |
| Wang Nan         | Tênis de mesa      | 1                | 1                | 0                | 2                |
| Wang Hao         | Tênis de mesa      | 1                | 1                | 0                | 2                |
| Zhang Juanjuan   | Tiro com arco      | 1                | 1                | 0                | 2                |
| Cheng Fei        | Ginástica          | 1                | 0                | 2                | 3                |
| Yang Yilin       | Ginástica          | 1                | 0                | 2                | 3                |
| Qin Kai          | Saltos ornamentais | 1                | 0                | 1                | 2                |
| Wu Minxia        | Saltos ornamentais | 1                | 0                | 1                | 2                |
| Wang Xin         | Saltos ornamentais | 1                | 0                | 1                | 2                |
| Guo Yue          | Tênis de mesa      | 1                | 0                | 1                | 2                |
| Wang Liqin       | Tênis de mesa      | 1                | 0                | 1                | 2                |
| Yu Yang          | Badminton          | 1                | 0                | 1                | 2                |
| Pang Jiaying     | Natação            | 0                | 1                | 2                | 3                |

| Cheng Hui Ma Yibo Chen Qiuqi Pan Fengzhen Chen Zhaoxia Ren Ye Fu Baorong Song Qungling | Gao Lihua Tang Chunling Huang Junxia Zhao Yudiao Li Hongxia Zhang Yimeng Li Shuang Zhou Wanfeng |

| Gu Beibei Huang Xuechen Jiang Tingting Jiang Wenwen Liu Ou | Luo Qian Sun Qiuting Wang Na Zhang Xiaohuan |

| Wang Yimei Feng Kun Yang Hao Liu Yanan Wei Qiuyue Xu Yunli | Zhou Suhong Zhao Ruirui Xue Ming Li Juan Zhang Na Ma Yunwen |

| Cheng Hui Ma Yibo Chen Qiuqi Pan Fengzhen Chen Zhaoxia Ren Ye Fu Baorong Song Qungling | Gao Lihua Tang Chunling Huang Junxia Zhao Yudiao Li Hongxia Zhang Yimeng Li Shuang Zhou Wanfeng |

| Gu Beibei Huang Xuechen Jiang Tingting Jiang Wenwen Liu Ou | Luo Qian Sun Qiuting Wang Na Zhang Xiaohuan |

| Wang Yimei Feng Kun Yang Hao Liu Yanan Wei Qiuyue Xu Yunli | Zhou Suhong Zhao Ruirui Xue Ming Li Juan Zhang Na Ma Yunwen |

| Medalhas por esporte | Medalhas por esporte | Medalhas por esporte | Medalhas por esporte | Medalhas por esporte |
| -------------------- | -------------------- | -------------------- | -------------------- | -------------------- |
| Esporte              |                      |                      |                      | Total                |
| Ginástica            | 11                   | 2                    | 5                    | 18                   |
| Halterofilismo       | 8                    | 1                    | 0                    | 9                    |
| Saltos ornamentais   | 7                    | 1                    | 3                    | 11                   |
| Tiro                 | 5                    | 2                    | 1                    | 8                    |
| Tênis de mesa        | 4                    | 2                    | 2                    | 8                    |
| Badminton            | 3                    | 2                    | 3                    | 8                    |
| Judô                 | 3                    | 0                    | 1                    | 4                    |
| Boxe                 | 2                    | 1                    | 1                    | 4                    |
| Natação              | 1                    | 3                    | 2                    | 6                    |
| Lutas                | 1                    | 2                    | 0                    | 3                    |
| Tiro com arco        | 1                    | 1                    | 1                    | 3                    |
| Remo                 | 1                    | 1                    | 0                    | 2                    |
| Esgrima              | 1                    | 1                    | 0                    | 2                    |
| Taekwondo            | 1                    | 0                    | 1                    | 2                    |
| Vela                 | 1                    | 0                    | 1                    | 2                    |
| Canoagem             | 1                    | 0                    | 0                    | 1                    |
| Voleibol             | 0                    | 1                    | 2                    | 3                    |
| Hóquei               | 0                    | 1                    | 0                    | 1                    |
| Atletismo            | 0                    | 0                    | 2                    | 2                    |
| Ciclismo             | 0                    | 0                    | 1                    | 1                    |
| Tênis                | 0                    | 0                    | 1                    | 1                    |
| Nado sincronizado    | 0                    | 0                    | 1                    | 1                    |
| Total                | 51                   | 21                   | 28                   | 100                  |

| Multimedalhistas | Multimedalhistas   | Multimedalhistas | Multimedalhistas | Multimedalhistas | Multimedalhistas |
| ---------------- | ------------------ | ---------------- | ---------------- | ---------------- | ---------------- |
| Atleta           | Esporte            |                  |                  |                  | Total            |
| Zou Kai          | Ginástica          | 3                | 0                | 0                | 3                |
| Yang Wei         | Ginástica          | 2                | 1                | 0                | 3                |
| He Kexin         | Ginástica          | 2                | 0                | 0                | 2                |
| Chen Yibing      | Ginástica          | 2                | 0                | 0                | 2                |
| Li Xiaopeng      | Ginástica          | 2                | 0                | 0                | 2                |
| Xiao Qin         | Ginástica          | 2                | 0                | 0                | 2                |
| Guo Jingjing     | Saltos ornamentais | 2                | 0                | 0                | 2                |
| Chen Ruolin      | Saltos ornamentais | 2                | 0                | 0                | 2                |
| Zhang Yining     | Tênis de mesa      | 2                | 0                | 0                | 2                |
| Ma Lin           | Tênis de mesa      | 2                | 0                | 0                | 2                |
| Wang Nan         | Tênis de mesa      | 1                | 1                | 0                | 2                |
| Wang Hao         | Tênis de mesa      | 1                | 1                | 0                | 2                |
| Zhang Juanjuan   | Tiro com arco      | 1                | 1                | 0                | 2                |
| Cheng Fei        | Ginástica          | 1                | 0                | 2                | 3                |
| Yang Yilin       | Ginástica          | 1                | 0                | 2                | 3                |
| Qin Kai          | Saltos ornamentais | 1                | 0                | 1                | 2                |
| Wu Minxia        | Saltos ornamentais | 1                | 0                | 1                | 2                |
| Wang Xin         | Saltos ornamentais | 1                | 0                | 1                | 2                |
| Guo Yue          | Tênis de mesa      | 1                | 0                | 1                | 2                |
| Wang Liqin       | Tênis de mesa      | 1                | 0                | 1                | 2                |
| Yu Yang          | Badminton          | 1                | 0                | 1                | 2                |
| Pang Jiaying     | Natação            | 0                | 1                | 2                | 3                |

## Desempenho

### Atletismo
Masculino
Pista
| Evento              | Atletas                                                         | 1ª fase | 1ª fase | 2ª fase     | 2ª fase     | Semifinal   | Semifinal   | Final       | Final       |
| Evento              | Atletas                                                         | Res.    | Pos.    | Res.        | Pos.        | Res.        | Pos.        | Res.        | Pos.        |
| ------------------- | --------------------------------------------------------------- | ------- | ------- | ----------- | ----------- | ----------- | ----------- | ----------- | ----------- |
| 100 m               | Hu Kai                                                          | 10.39   | 4       | 10.40       | 8           | Não avançou | Não avançou | Não avançou | Não avançou |
| 200 m               | Zhang Peimeng                                                   | 21.06   | 7       | Não avançou | Não avançou | Não avançou | Não avançou | Não avançou | Não avançou |
| 400 m               | Liu Xiaosheng                                                   | 53.11   | 18      | Não avançou | Não avançou | Não avançou | Não avançou | Não avançou | Não avançou |
| 800 m               | Li Xiangyu                                                      | 1:48.44 | 44      | Não avançou | Não avançou | Não avançou | Não avançou | Não avançou | Não avançou |
| 110 m com barreiras | Liu Xiang                                                       | DNF     | DNF     | Não avançou | Não avançou | Não avançou | Não avançou | Não avançou | Não avançou |
| 110 m com barreiras | Shi Dongpeng                                                    | 13.53   | 12      | 13.42       | 8           | 13.42       | 8           | Não avançou | Não avançou |
| 110 m com barreiras | Ji Wei                                                          | 13.57   | 17      | 13.80       | 29          | Não avançou | Não avançou | Não avançou | Não avançou |
| 400 m com barreiras | Meng Yan                                                        | 49.73   | 5       | Não avançou | Não avançou | Não avançou | Não avançou | Não avançou | Não avançou |
| Revezamento 4x100 m | Wen Yongyi Liang Jiahong Lu Bin Xing Yanan Hu Kai Zhang Peimeng | 39.13   | 4       |             |             |             |             | DSQ         | DSQ         |

Campo
| Evento              | Atletas        | Elim. | Elim. | Final       | Final       |
| Evento              | Atletas        | Res.  | Pos.  | Res.        | Pos.        |
| ------------------- | -------------- | ----- | ----- | ----------- | ----------- |
| Salto em distância  | Li Runrun      | 7.70  | 15    | Não avançou | Não avançou |
| Salto em distância  | Zhou Can       | NM    | —     | Não avançou | Não avançou |
| Salto triplo        | Zhong Minwei   | 15.59 | 18    | Não avançou | Não avançou |
| Salto triplo        | Gu Junjie      | 15.94 | 17    | Não avançou | Não avançou |
| Salto triplo        | Li Yanxi       | 17.30 | 1     | 16.77       | 10          |
| Salto em altura     | Huang Haiqiang | NM    | —     | Não avançou | Não avançou |
| Salto com vara      | Liu Feiliang   | 5.55  | 10    | Não avançou | Não avançou |
| Lançamento de dardo | Chen Qi        | 73.50 | 11    | Não avançou | Não avançou |

Estrada
| Evento                | Atletas         | Final   | Final |
| Evento                | Atletas         | Res.    | Pos.  |
| --------------------- | --------------- | ------- | ----- |
| Maratona              | Ren Longyun     | DNS     | DNS   |
| Maratona              | Deng Haiyang    | 2:16:17 | 25    |
| Maratona              | Li Zhuhong      | 2:24:08 | 51    |
| 20 km marcha atlética | Wang Hao        | 1:19:47 | 4     |
| 20 km marcha atlética | Chu Yafei       | 1:21:17 | 10    |
| 20 km marcha atlética | Dong Jimin      | 1:24:34 | 30    |
| 50 km marcha atlética | Yu Chaohong     | DNS     | DNS   |
| 50 km marcha atlética | Li Jianbo       | 3:52:20 | 14    |
| 50 km marcha atlética | Zhao Chengliang | 3:56:47 | 21    |
| 50 km marcha atlética | Si Tianfeng     | 3:52:58 | 17    |

Eventos combinados
| 100 m          | 11.15   | 827  | 22 |
| Salto em dist. | 7.22    | 866  | 16 |
| Arr. peso      | 13.40   | 692  | 32 |
| Salto alt.     | 1.93    | 740  | 23 |
| 400 m          | 49.39   | 843  | 14 |
| 110 m barr.    | 14.60   | 899  | 1  |
| Arr. disco     | 46.46   | 797  | 6  |
| Salto com vara | 4.30    | 702  | 6  |
| Lanç. dardo    | 63.09   | 784  | 9  |
| 1500 m         | 4:39.32 | 685  | 6  |
| Total          | 7835    | 7835 | 18 |

Feminino
Pista
| Evento                       | Atletas                                                      | 1ª fase  | 1ª fase | 2ª fase     | 2ª fase     | Semifinal   | Semifinal   | Final       | Final       |
| Evento                       | Atletas                                                      | Res.     | Pos.    | Res.        | Pos.        | Res.        | Pos.        | Res.        | Pos.        |
| ---------------------------- | ------------------------------------------------------------ | -------- | ------- | ----------- | ----------- | ----------- | ----------- | ----------- | ----------- |
| 100 m                        | Wang Jing                                                    | 11.87    | 5       | Não avançou | Não avançou | Não avançou | Não avançou | Não avançou | Não avançou |
| 1500 m                       | Liu Qing                                                     | 4:09.27  | 9       | Não avançou | Não avançou | Não avançou | Não avançou | Não avançou | Não avançou |
| 5000 m                       | Xue Fei                                                      | 15:13.25 | 9       |             |             |             |             | 16:09.84    | 13          |
| 5000 m                       | Zhang Yingying                                               | 15:23.81 | 11      |             |             |             |             | Não avançou | Não avançou |
| 5000 m                       | He Pan                                                       | DNS      | DNS     |             |             |             |             | Não avançou | Não avançou |
| 10000 m                      | Zhang Yingying                                               |          |         |             |             |             |             | 31:31.12    | 16          |
| 10000 m                      | Bai Xue                                                      |          |         |             |             |             |             | 32:20.27    | 21          |
| 10000 m                      | Dong Xiaoqin                                                 |          |         |             |             |             |             | 33:03.14    | 28          |
| 3000 m com obstáculos        | Li Zhenzhu                                                   | 10:04.05 | 13      | Não avançou | Não avançou | Não avançou | Não avançou | Não avançou | Não avançou |
| 3000 m com obstáculos        | Zhu Yanmei                                                   | 9:29.63  | 7       | Não avançou | Não avançou | Não avançou | Não avançou | Não avançou | Não avançou |
| 3000 m com obstáculos        | Jin Yuan                                                     | DNS      | DNS     | Não avançou | Não avançou | Não avançou | Não avançou | Não avançou | Não avançou |
| 3000 m com obstáculos        | Zhao Yanni                                                   | 10:36.77 | 16      | Não avançou | Não avançou | Não avançou | Não avançou | Não avançou | Não avançou |
| Revezamento 4x100 m feminino | Tao Yujia Chen Jue Han Ling Qin Wangping Wang Jing Jiang Lan | 43.78    | 4       | Não avançou | Não avançou | Não avançou | Não avançou | Não avançou | Não avançou |
| Revezamento 4x400 m feminino | Chen Jingwen Han Ling Wang Jinping Tang Xiaoyin              | 3:30.77  | 8       | Não avançou | Não avançou | Não avançou | Não avançou | Não avançou | Não avançou |

Campo
| Evento                     | Atletas        | Elim. | Elim. | Final       | Final             |
| Evento                     | Atletas        | Res.  | Pos.  | Res.        | Pos.              |
| -------------------------- | -------------- | ----- | ----- | ----------- | ----------------- |
| Salto em altura            | Zheng Xingjuan | 1.89  | 10    | Não avançou | Não avançou       |
| Salto triplo               | Xie Limei      | 14.27 | 5     | 14.09       | 12                |
| Salto com vara             | Gao Shuying    | 4.50  | 2     | 4.45        | 12                |
| Salto com vara             | Li Ling 1      | 4.15  | 13    | Não avançou | Não avançou       |
| Salto com vara             | Zhou Yang      | 4.15  | 13    | Não avançou | Não avançou       |
| Arremesso de peso feminino | Li Ling²       | 18.60 | 4     | 7.94        | 14                |
| Arremesso de peso feminino | Li Meiju       | 19.18 | 2     | 19.00       | 8                 |
| Arremesso de peso feminino | Gong Lijiao    | 19.46 | 1     | 19.20       | 5                 |
| Arremesso de disco         | Sun Taifeng    | DNS   | DNS   | Não avançou | Não avançou       |
| Arremesso de disco         | Song Aimin     | 61.67 | 3     | 62.20       | 4                 |
| Arremesso de disco         | Ma Xuejun      | 58.45 | 14    | Não avançou | Não avançou       |
| Arremesso de disco         | Li Yanfeng     | 61.29 | 5     | 60.68       | 7                 |
| Arremesso de martelo       | Zhang Wenxiu   | 73.36 | 1     | 74.32       | Medalha de bronze |
| Arremesso de martelo       | Wang Zheng     | 65.64 | 16    | Não avançou | Não avançou       |
| Lançamento de dardo        | Chang Chunfeng | 58.42 | 11    | Não avançou | Não avançou       |
| Lançamento de dardo        | Song Dan       | 54.32 | 20    | Não avançou | Não avançou       |
| Lançamento de dardo        | Zhang Li       | 61.77 | 5     | Não avançou | Não avançou       |

Estrada
| Evento                | Atletas       | Final   | Final             |
| Evento                | Atletas       | Res.    | Pos.              |
| --------------------- | ------------- | ------- | ----------------- |
| Maratona              | Zhou Chunxiu  | 2:27:07 | Medalha de bronze |
| Maratona              | Zhu Xiaolin   | 2:27:16 | 4                 |
| Maratona              | Chen Rong     | DNS     | DNS               |
| Maratona              | Zhang Shujing | 2:35:35 | 41                |
| 20 km marcha atlética | Liu Hong      | 1:27:17 | 4                 |
| 20 km marcha atlética | Jiang Qiuyan  | DNS     | DNS               |
| 20 km marcha atlética | Yang Mingxia  | DSQ     | DSQ               |
| 20 km marcha atlética | Shi Na        | 1:29:08 | 12                |

Eventos combinados
| 100 m barr. | 13.56   | 1041 | 2  |
| Salto alt.  | 1.77    | 941  | 8  |
| Arr. peso   | 12.71   | 708  | 7  |
| 200 m       | 24.47   | 936  | 1  |
| Salto dist. | 6.08    | 874  | 6  |
| Lanç. dardo | 41.79   | 702  | 7  |
| 800 m       | 2:18.84 | 839  | 5  |
| Total       | 6041    | 6041 | 20 |

### Badminton
| Atleta                   | Evento            | Fase de 32                       | Oitavas de final                         | Quartas de final                        | Semifinais                                | Final                                     | Final             |             |
| Atleta                   | Evento            | Adversário e resultado           | Adversário e resultado                   | Adversário e resultado                  | Adversário e resultado                    | Adversário e resultado                    | Pos.              |             |
| ------------------------ | ----------------- | -------------------------------- | ---------------------------------------- | --------------------------------------- | ----------------------------------------- | ----------------------------------------- | ----------------- | ----------- |
| Bao Chunlai              | Simples masculino | GUA Cordón V 21-17, 21-16        | POL Wacha V 21-11, 19-21, 21-13          | KOR Lee D 21-23, 11-21                  | Não avançou                               | Não avançou                               | Não avançou       |             |
| Chen Jin                 | Simples masculino | NZL Moody V 21-9, 21-1           | FRA Kehlhoffner V 21-10, 21-6            | TPE Hsieh V 21-8, 21-14                 | CHN Lin D 12-21, 18-21                    | KOR Lee V 21-16, 12-21, 21-14             | Medalha de bronze |             |
| Lin Dan                  | Simples masculino | HKG Ng V 21-16, 21-13            | KOR Park V 21-8, 21-11                   | DEN Gade V 21-13, 21-16                 | CHN Chen V 21-12, 21-18                   | MAS Lee V 21-12, 21-8                     | Medalha de ouro   |             |
| Fu Haifeng Cai Yun       | Duplas masculinas |                                  | DEN Eriksen/Hansen V 21-12, 21-11        | USA Bach/Malaythong V 21-9, 21-10       | KOR Lee/Hwang V 22-20, 21-8               | INA Kido/Setiawan D 21-12, 11-21, 16-21   | Medalha de prata  |             |
| Guo Zhendong Xie Zhongbo | Duplas masculinas |                                  | INA Kido/Setiawan D 20-22, 21-10, 17-21  | Não avançou                             | Não avançou                               | Não avançou                               | Não avançou       |             |
| Lu Lan                   | Simples feminino  | MRI Kune V 21-1, 21-3            | CAN Rice V 21-7, 21-12                   | MAS Wong V 21-7, 29-27                  | CHN Xie D 21-7, 10-21, 12-21              | INA Yulianti D 21-11, 13-21, 15-21        | 4                 |             |
| Xie Xingfang             | Simples feminino  | TPE Cheng V 21-1, 21-9           | BLR Olga V 21-16, 21-15                  | GER Xu V 21-19, 22-20                   | CHN Lu V 7-21, 21-10, 21-12               | CHN Zhang D 12-21, 21-10, 18-21           | Medalha de prata  |             |
| Zhang Ning               | Simples feminino  | THA Ponsana V 21-23, 21-17, 21-7 | KOR Jun V 21-11, 21-12                   | FRA Pi V 21-8, 19-21, 21-19             | INA Yulianti V 21-15, 21-15               | CHN Xie V 21-12, 10-21, 21-18             | Medalha de ouro   |             |
| Du Jing Yu Yang          | Duplas femininas  |                                  | KOR Ha/Kim V 21-11, 16-21, 21-15         | JPN Ogura/Shiota V 21-8 21-5            | CHN Zhang/Wei V 21-19 21-12               | KOR K Lee/H Lee V 21-15 21-13             | Medalha de ouro   |             |
| Yang Wei Zhang Jiewen    | Duplas femininas  |                                  | INA Natsir/Marissa V 21-19, 21-15        | JPN Maeda/Suetsuna D 21-8, 21-23, 14-21 | Não avançou                               | Não avançou                               | Não avançou       | Não avançou |
| Zhang Yawen Wei Yili     | Duplas femininas  |                                  | DEN Kristiansen/Juhl V 21-19, 21-13      | TPE Chien/Cheng V 21-14, 21-18          | CHN Du/Yu D 19-21, 12-21                  | JPN Maeda/Suetsuna V 21-17, 21-10         | Medalha de bronze |             |
| He Hanbin Yu Yang        | Duplas mistas     |                                  | GBR Anthony Clark/Kellogg V 21-15, 21-8  | POL Mateusiak/Kostiuczyk V 22-20, 23-21 | INA Widianto/Natsir D 21-15, 11-21, 21-23 | INA Limpele/Marissa V 19-21, 21-17, 23-21 | Medalha de bronze |             |
| Zheng Bo Gao Ling        | Duplas mistas     |                                  | GBR Robertson/Emms D 16-21, 21-16, 19-21 | Não avançou                             | Não avançou                               | Não avançou                               | Não avançou       |             |

### Basquetebol
Masculino
| Equipe | Fase de grupos                                                                                             | Fase de grupos | Quartas de final       | Semifinal              | Final                  | Pos. |
| Equipe | Adversário e resultado                                                                                     | Pos.           | Adversário e resultado | Adversário e resultado | Adversário e resultado | Pos. |
| --- | --- | -------------- | ---------------------- | ---------------------- | ---------------------- | ---- |
| Chen Jianghua Liu Wei Zhang Qingpeng Wang Shipeng Zhu Fangyu Sun Yue Li Nan Yi Jianlian Wang Lei Yao Ming Wang Zhizhi Du Feng | USA Estados Unidos D 70-101 ESP Espanha D 75-85 ANG Angola V 85-68 GER Alemanha V 59-55 GRE Grécia D 77-91 | 4º (gr. A)     | LTU Lituânia D 68-94   | Não avançou            | Não avançou            | 8º   |

Feminino
| Equipe | Fase de grupos | Fase de grupos | Quartas de final         | Semifinal              | Final                                   | Pos. |
| Equipe | Adversário e resultado                                                                                                 | Pos.           | Adversário e resultado   | Adversário e resultado | Adversário e resultado                  | Pos. |
| --- | --- | -------------- | ------------------------ | ---------------------- | --------------------------------------- | ---- |
| Song Xiaoyun Bian Lan Zhang Hanlan Zhang Wei Miao Lijie Zhang Yu Sui Feifei Shao Tingting Chen Xiaoli Liu Dan Zhang Xiaoni Chen Nan | ESP Espanha V 67-64 USA Estados Unidos D 63-108 NZL Nova Zelândia V 80-63 MLI Mali V 69-48 CZE República Checa V 79-63 | 2º (gr. B)     | BLR Bielorrússia V 77-62 | AUS Austrália D 56-90  | Disputa do 3º lugar: RUS Rússia D 81-94 | 4º   |

### Beisebol
Masculino
| Equipe | Equipe | Primeira fase | Primeira fase | Semifinal              | Final                  | Pos. |
| Equipe | Equipe | Adversário e resultado | Pos.          | Adversário e resultado | Adversário e resultado | Pos. |
| --- | --- | --- | ------------- | ---------------------- | ---------------------- | ---- |
| Bu Tao Chen Junyi Chen Kun Guo Youhua Li Chenhao Li Weiliang Liu Kai Lu Jiangang Sun Guoqiang Wang Nan Xu Zheng Zhang Li | Wang Wei Yang Yang Jia Yubing Zhang Yufeng Sun Wei Hou Fenglian Jia Delong Feng Fei Li Lei Sun Lingfeng Wang Chao Zhang Hongbo | CAN Canadá D 0-10 TPE Taipé Chinês V 8-7 NED Países Baixos D 6-4 KOR Coreia do Sul D 0-1 USA Estados Unidos D 1-9 JPN Japão D 0-10 CUB Cuba D 1-17 | 8º            | Não avançou            | Não avançou            | 8º   |

### Boxe
| Atleta                | Peso               | Fase de 32                | Oitavas de final       | Quartas de final       | Semifinais             | Final                  | Final             |
| Atleta                | Peso               | Adversário e resultado    | Adversário e resultado | Adversário e resultado | Adversário e resultado | Adversário e resultado | Pos.              |
| --------------------- | ------------------ | ------------------------- | ---------------------- | ---------------------- | ---------------------- | ---------------------- | ----------------- |
| Zou Shiming           | Mosca-ligeiro      | VEN Bermudez Salas V 15-2 | FRA Oubaali V +3-3     | KAZ Zhakypov V 9-4     | IRL Barnes V 15-0      | MGL Serdamba V Retired | Medalha de ouro   |
| Yu Gu                 | Galo               | GBR Murray V 17-7         | MDA Gojan D 6-13       | Não avançou            | Não avançou            | Não avançou            | Não avançou       |
| Yang Li               | Pena               | BRA Conceiçao V 12-4      | ECU Porozo V 6-5       | UKR Lomachenko D 3-13  | Não avançou            | Não avançou            | Não avançou       |
| Qing Hu               | Leve               | UKR Klyuchko V 10-8       | KAZ Akshalov V 11-7    | FRA Sow D 6-9          | Não avançou            | Não avançou            | Não avançou       |
| Qiong Maimaitituersun | Meio-médio-ligeiro | RUS Kovalev D 8-15        | Não avançou            | Não avançou            | Não avançou            | Não avançou            | Não avançou       |
| Hanati Silamu         | Meio-médio         | ZAM Makina V 21-2         | CMR Mulema V 9-4       | BAH Johnson V 14-4     | CUB Suárez D 4-7       |                        | Medalha de bronze |
| Jianzheng Wang        | Médio              | UKR Derevyanchenko D 6-16 | Não avançou            | Não avançou            | Não avançou            | Não avançou            | Não avançou       |
| Zhang Xiaoping        | Meio-pesado        | TUN Sahraoui V 3-1        | RUS Beterbiyev V 8-2   | ALG Benchabla V 12-7   | KAZ Shynaliyev V +3-3  | IRL Egan V 11-7        | Medalha de ouro   |
| Yushan Nijiati        | Pesado             |                           | UKR Usyk D 4-23        | Não avançou            | Não avançou            | Não avançou            | Não avançou       |
| Zhang Zhilei          | Superpesado        |                           | MAR Amanissi V 15-0    | KAZ Myrsatayev V 12-2  | UKR Glazkov V W.O.     | ITA Cammarelle D 4-14  | Medalha de prata  |

### Canoagem Slalom
| Atleta                 | Evento        | Preliminar | Preliminar | Preliminar | Preliminar | Semifinal   | Semifinal   | Final       | Final       | Total       | Pos.        |
| Atleta                 | Evento        | Corrida 1  | Corrida 2  | Total      | Pos.       | Tempo       | Pos.        | Tempo       | Pos.        | Total       | Pos.        |
| ---------------------- | ------------- | ---------- | ---------- | ---------- | ---------- | ----------- | ----------- | ----------- | ----------- | ----------- | ----------- |
| Feng Liming            | C-1 masculino | 91.44      | 90.55      | 181.99     | 11         | 94.64       | 11          | Não avançou | Não avançou | Não avançou | Não avançou |
| Hu Minghai Shu Junrong | C-2 masculino | 97.30      | 93.34      | 190.64     | 3          | 164.08      | 10          | Não avançou | Não avançou | Não avançou | Não avançou |
| Ding Fuxue             | K-1 masculino | 87.47      | 140.92     | 228.39     | 21         | Não avançou | Não avançou | Não avançou | Não avançou | Não avançou | Não avançou |
| Li Jingjing            | K-1 feminino  | 94.30      | 93.26      | 187.56     | 2          | 161.79      | 13          | Não avançou | Não avançou | Não avançou | Não avançou |

### Canoagem Velocidade
| Atleta                                         | Evento               | Elim.    | Elim. | Semifinais  | Semifinais  | Final       | Final           |
| Atleta                                         | Evento               | Tempo    | Pos.  | Tempo       | Pos.        | Tempo       | Pos.            |
| ---------------------------------------------- | -------------------- | -------- | ----- | ----------- | ----------- | ----------- | --------------- |
| Li Qiang                                       | C-1 500 m masculino  | 1:49.164 | 2     | 1:52.887    | 3           | 1:49.287    | 6               |
| Meng Guanliang Yang Wenjun                     | C-2 500 m masculino  | 1:41.218 | 1     |             |             | 1:41.025    | Medalha de ouro |
| Chen Zhongyun Zhang Zhiwu                      | C-2 1000 m masculino | 3:41.658 | 4     | 3:42.619    | 3           | 3:40.593    | 5               |
| Pan Yao                                        | K-1 500 m masculino  | 1:44.757 | 6     | 1:55.242    | 8           | Não avançou | Não avançou     |
| Pan Yao                                        | K-1 1000 m masculino | 3:40.774 | 5     | 3:41.539    | 6           | Não avançou | Não avançou     |
| Huang Zhipeng Shen Jie                         | K-2 500 m masculino  | 1:34.432 | 8     | Não avançou | Não avançou | Não avançou | Não avançou     |
| Huang Zhipeng Shen Jie                         | K-2 1000 m masculino | 3:26.443 | 5     | 3:24.031    | 3           | 3:22.058    | 8               |
| Li Zhen Lin Miao Liu Haitao Zhou Peng          | K-4 1000 m masculino | 2:59.271 | 4     | 3:01.787    | 2           | 3:00.078    | 7               |
| Zhong Hongyan                                  | K-1 500 m feminino   | 1:49.440 | 2     | 1:53.163    | 1           | 1:52.220    | 5               |
| Wang Feng Xu Linbei                            | K-2 500 m feminino   | 1:47.645 | 8     | Não avançou | Não avançou | Não avançou | Não avançou     |
| Liang Peixing Xu Yaping Yu Lamei Zhong Hongyan | K-4 500 m feminino   | 1:36.971 | 2     |             |             | 1:37.418    | 9               |

### Ciclismo BMX
| Atleta   | Evento   | TT     | TT   | Semifinais                                               | Semifinais | Semifinais | Final       | Final       |
| Atleta   | Evento   | Tempo  | Pos. | Tempo                                                    | Pts.       | Pos.       | Tempo       | Pos.        |
| -------- | -------- | ------ | ---- | -------------------------------------------------------- | ---------- | ---------- | ----------- | ----------- |
| Liyun Ma | Feminino | 42.015 | 16   | 1ª corrida: 41.789 2ª corrida: 41.497 3ª corrida: 41.839 | 18         | 12         | Não avançou | Não avançou |

### Ciclismo Estrada
| Atleta      | Evento                            | Tempo   | Pos. |
| ----------- | --------------------------------- | ------- | ---- |
| Zhang Liang | Corrida em estrada masculina      | DNF     | DNF  |
| Min Gao     | Corrida em estrada feminina       | 3:32:52 | 16   |
| Min Gao     | Estrada contra o relógio feminino | 37:15   | 17   |
| Meng Lang   | Corrida em estrada feminina       | 3:37:42 | 48   |
| Meng Lang   | Estrada contra o relógio feminino | 40:51   | 25   |

### Ciclismo Mountain Bike
| Atleta        | Evento    | Tempo   | Pos. |
| ------------- | --------- | ------- | ---- |
| Ji Jianhua    | Masculino | 1:57:31 | 22   |
| Liu Ying      | Feminino  | 1:52:01 | 12   |
| Ren Chengyuan | Feminino  | 1:47:40 | 5    |

### Ciclismo Pista
Velocidade
| Atleta                        | Evento                           | Qual.            | Qual. | 1/16 Finais (Repescagem) | 1/8 Finais (Repescagem)        | Quartas de final                 | Semifinais                  | Finais                     | Finais            |
| Atleta                        | Evento                           | Tempo Velocidade | Pos.  | Adversário e resultado   | Adversário e resultado         | Adversário e resultado           | Adversário e resultado      | Adversário e resultado     | Pos.              |
| ----------------------------- | -------------------------------- | ---------------- | ----- | ------------------------ | ------------------------------ | -------------------------------- | --------------------------- | -------------------------- | ----------------- |
| Zhang Lei                     | Velocidade masculino             | 10.497 68.591    | 16    | Não avançou              | Não avançou                    | Não avançou                      | Não avançou                 | Não avançou                | Não avançou       |
| Guo Shuang                    | Velocidade feminino              | 11.106 64.829    | 2     |                          | RUS Grankowskaja 11.410 63.102 | BLR Tsylinskaya 11.501, 11.627 — | AUS Meares 11.629, —, REL — | NED Kanis 11.420, 11.617 — | Medalha de bronze |
| Li Wenhao Zhang Lei Feng Yong | Velocidade por equipes masculino | 45.556 59.267    | 9     |                          |                                |                                  | Não avançou                 | Não avançou                | Não avançou       |